# Comuna de Janów Podlaski
Janów Podlaski (polaco: Gmina Janów Podlaski) é uma gminy (comuna) na Polónia, na voivodia de Lublin e no condado de Bialski. A sede do condado é a cidade de Janów Podlaski.
De acordo com os censos de 2004, a comuna tem 5560 habitantes, com uma densidade 41,2 hab/km².

## Área
Estende-se por uma área de 135 km², incluindo:
- área agricola: 75%
- área florestal: 17%

## Demografia
Dados de 30 de Junho 2004:
|                      | Total   | Total | Mulheres | Mulheres | Homens  | Homens |
| -------------------- | ------- | ----- | -------- | -------- | ------- | ------ |
|                      | pessoas | %     | pessoas  | %        | pessoas | %      |
| População            | 5560    | 100   | 2786     | 50,1     | 2774    | 49,9   |
| Densidade (pop./km²) | 41,2    | 100   | 20,6     | 20,6     | 20,5    | 20,5   |

De acordo com dados de 2002, o rendimento médio per capita ascendia a 1409,41 zł.

## Comunas vizinhas
- Biała Podlaska, Konstantynów, Leśna Podlaska, Comuna de Rokitno.